# Agustín Orión
Agustín Ignacio Orión (Ramos Mejía, 1981. június 26. –) argentin válogatott labdarúgó, a Colo-Colo játékosa. Posztját tekintve kapus.

## Sikerei, díjai
San Lorenzo
- Argentin bajnok (1): 2007 Clausura

Estudiantes
- Argentin bajnok (1): 2010 Apertura

Boca Juniors
- Argentin bajnok (1): 2011 Apertura